# Bitwa pod Orthez (1814)
Bitwa pod Orthez – bitwa, która miała miejsce 27 lutego 1814 r. w czasie walk Francuzów z wspierającymi powstańców iberyjskich oddziałami brytyjskimi.
Po przekroczeniu granicznej rzeki Bidassoa i zwycięstwie w bitwach nad Nivelle i Nive, Wellington dalej ścigał Soulta. 26 lutego 1814 r. Podczas gdy oddział gen. Hope’a przekroczył rz. Ardour i obległ Bajonnę, pozostałe wojska brytyjskie przekroczyły rzekę Gave de Pau i ruszyły w kierunku miasta Orthez. Francuzi zajęli pozycje obronne na pasmie wzgórz na północ od miasta. Bitwa rozpoczęła się rankiem 27 lutego. Anglicy najpierw wyparli oddziały francuskie z terenów kościoła w wiosce St. Boes, a następnie z całej wioski, położonej 5 km na północny zachód od Orthez. Niedługo potem zostali jednak z niej wyparci przez kontratak francuski poprowadzony przez generałów Reille'a i Taupina. Gen. Thomas Picton ze swoją 3 Dywizją i gen. Henry Clinton ze swoją 6 Dywizją uderzyli w środek francuskich linii, jednakże silny ogień artyleryjski zmusił ich do odwrotu. Około godz. 11:30 Anglicy rozpoczęli kolejny, główny atak. Zaatakowano pozycje francuskie na całej ich linii. Decydującym uderzeniem był atak Lekkiej Dywizji z 1 batalionem 52 oksfordzkiego pułku piechoty na czele, który wbił się klinem między dywizje Reille'a i d’Erlona. Francuzi wpadli w panikę i rozpoczęli odwrót, będąc nękanym przez angielski 7 Pułk Huzarów. W końcu Francuzi przeprawili się przez rzekę Luy de Béarn, spalili za sobą most i schronili się w Sault-de-Navailles, skąd pomaszerowali do Tuluzy. W trakcie bitwy Wellington został ranny i spadł z konia po tym, jak został trafiony odłamkiem kartacza.